# Championnat d'Antigua-et-Barbuda de football 1999-2000
Navigation
Saison suivante
La saison 1999-2000 du Championnat d'Antigua-et-Barbuda de football est la vingt-neuvième édition de la Premier Division, le championnat de première division à Antigua-et-Barbuda. Les dix formations de l'élite sont réparties en deux poules, dont les deux premiers jouent la phase finale et le dernier dispute la poule de promotion-relégation.
C'est l'Empire FC, double tenant du titre, qui remporte à nouveau la compétition cette saison après avoir battu English Harbour FC en finale nationale. Il s’agit du douzième titre de champion d'Antigua-et-Barbuda de l'histoire du club.

## Les clubs participants
- Empire FC
- Lion Hill Spliff FC - Promu de First Division
- Jennings United FC - Promu de First Division
- Liberta FC
- Old Road FC
- Bassa SC
- Parham FC
- English Harbour FC
- Villa Lions FC
- SAP FC

## Compétition
Le barème de points servant à établir les classements se décompose ainsi :
- Victoire : 3 points
- Match nul : 1 point
- Défaite : 0 point

### Première phase
Chaque équipe rencontre deux fois les formations de sa poule et une fois celles de l'autre poule, soit 13 matchs en tout. Le résultat de la rencontre entre Lion Hill Spliff FC et SAP FC n'est pas connu.
| Rang | Équipe              | Pts | J  | G | N | P | Bp | Bc | Diff |
| ---- | ------------------- | --- | -- | - | - | - | -- | -- | ---- |
| 1    | Empire FCT          | 31  | 13 | 9 | 4 | 0 | 24 | 7  | +17  |
| 2    | Jennings United FCP | 18  | 13 | 4 | 6 | 3 | 13 | 13 | 0    |
| 3    | Old Road FC         | 15  | 13 | 4 | 3 | 6 | 15 | 19 | -4   |
| 4    | Villa Lions FC      | 13  | 13 | 3 | 4 | 6 | 22 | 24 | -2   |
| 5    | Bassa SC            | 10  | 13 | 2 | 4 | 7 | 11 | 22 | -11  |

| Rang | Équipe               | Pts | J  | G | N | P | Bp | Bc | Diff |
| ---- | -------------------- | --- | -- | - | - | - | -- | -- | ---- |
| 1    | English Harbour FC   | 22  | 13 | 6 | 4 | 3 | 13 | 14 | -1   |
| 2    | Parham FC            | 20  | 13 | 5 | 5 | 3 | 19 | 8  | +11  |
| 3    | SAP FC               | 17  | 12 | 5 | 2 | 5 | 18 | 19 | -1   |
| 4    | Lion Hill Spliff FCP | 12  | 12 | 2 | 6 | 4 | 6  | 9  | -3   |
| 5    | Liberta FC           | 12  | 13 | 2 | 6 | 5 | 6  | 12 | -6   |

### Seconde phase
| Rang | Équipe              | Pts | J | G | N | P | Bp | Bc | Diff |  | Résultats (▼ dom., ► ext.) | Emp | Eng | Jen   | Par   |
| ---- | ------------------- | --- | - | - | - | - | -- | -- | ---- |  | -------------------------- | --- | --- | ----- | ----- |
| 1    | Empire FCT          | 9   | 3 | 3 | 0 | 0 | 5  | 1  | +4   |  | Empire FCT                 |     | 3-0 | 2-1   | gagné |
| 2    | English Harbour FC  | 6   | 3 | 2 | 0 | 1 | 2  | 4  | -2   |  | English Harbour FC         |     |     | gagné | 2-1   |
| 3    | Jennings United FCP | 3   | 3 | 1 | 0 | 2 | 3  | 3  | 0    |  | Jennings United FCP        |     |     |       | 2-1   |
| 4    | Parham FC           | 0   | 3 | 0 | 0 | 3 | 2  | 4  | -2   |  | Parham FC                  |     |     |       |       |

|  | Qualification pour la finale                    |
|  | T : Tenant du titre P : Promu de First Division |

### Finale
| Équipe 1           | Résultat | Équipe 2     | Aler  | Retour |
| ------------------ | -------- | ------------ | ----- | ------ |
| English Harbour FC | 1 - 5    | 'Empire FC'T | 1 - 3 | 0 - 2  |

#### Poule de promotion-relégation
Les derniers de chaque poule retrouvent les 3e et 4e de First Division au sein de la poule de promotion-relégation. Seul le premier à l'issue des rencontres accède ou se maintient en Premier Division.
| Rang | Équipe             | Pts | J | G | N | P | Bp | Bc | Diff |
| ---- | ------------------ | --- | - | - | - | - | -- | -- | ---- |
| 1    | Bassa SC           | 6   | 3 | 2 | 0 | 1 |    |    |      |
| 2    | Hoppers FC (D2)    | 4   | 3 | 1 | 1 | 1 |    |    |      |
| 3    | Glanvilles FC (D2) | 4   | 3 | 1 | 1 | 1 |    |    |      |
| 4    | Liberta FC         | 2   | 3 | 0 | 2 | 1 |    |    |      |

- Bassa SC se maintient eu première division  alors que Liberta FC est relégué en deuxième division.

## Bilan de la saison
| Championnat d'Antigua-et-Barbuda de football 1999-2000 |                       |
| Champion                                               | Empire FC (12e titre) |
| Coupes et trophées                                     |                       |
| Vainqueur de la Coupe d'Antigua-et-Barbuda 1999-2000   | Non disputée          |
| Qualifications continentales                           |                       |
| CFU Club Championship 2000                             | Empire FC             |
| Promotions et relégations                              |                       |
| Promus en Premier Division                             | Bullets FC            |
| Promus en Premier Division                             | Future Stars FC       |
| Promus en Premier Division                             | Police FC             |
| Relégués en First Division                             | Liberta FC            |